# Скынтейя

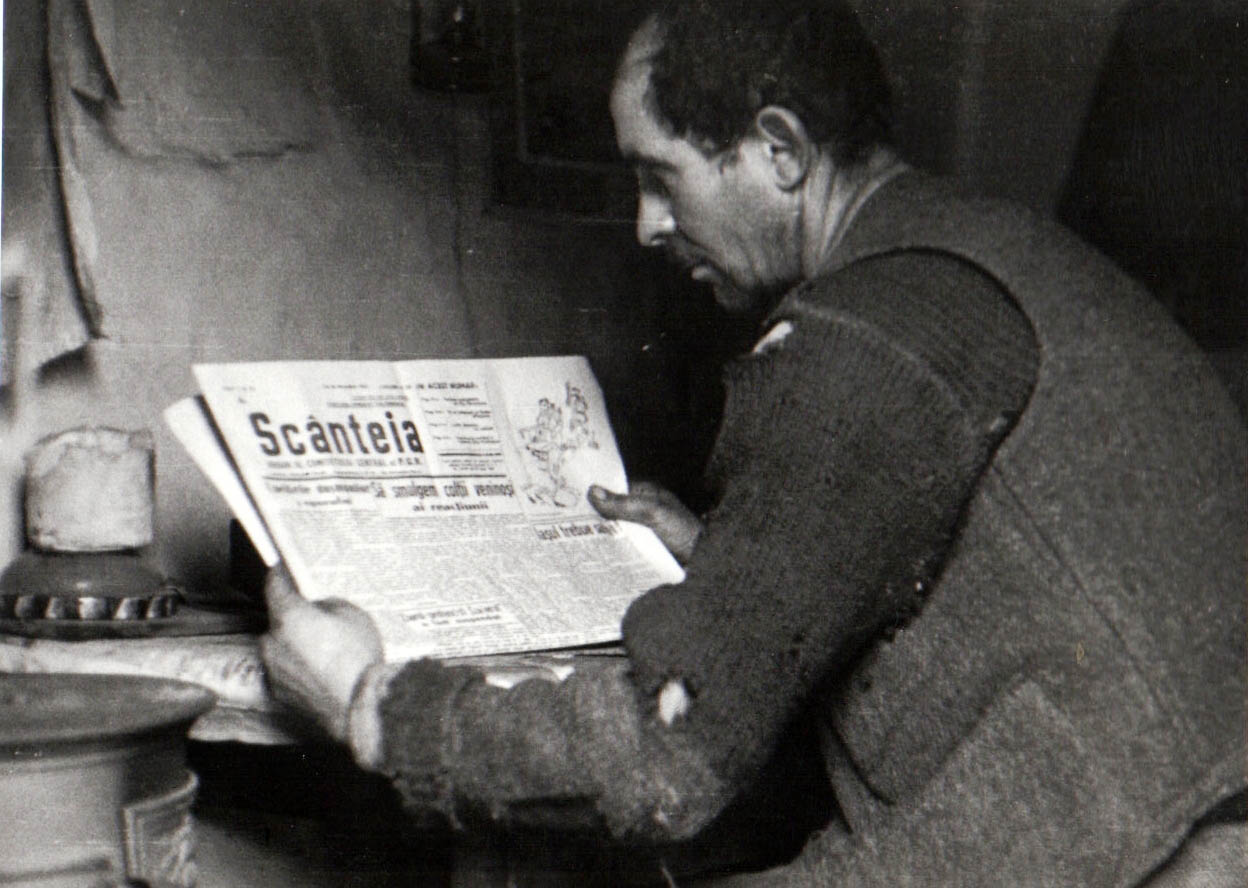
Фотография, опубликованная в Скынтее в 1944 году: шахтёр, читающий газету. Заголовок: Să smulgem colţii veninoşi ai reacţiunii («Обломать ядовитые клыки реакции»)

«Скынте́йя» (рум. Scînteia — Искра) — печатный орган Коммунистической партии Румынии. Своё название получила от газеты РСДРП «Искра».

## История
Впервые была издана группой румынских революционеров в Одессе в 1919 году. 
С 15 августа 1931 года стала органом РРП и подпольно издавалась в Бухаресте. 
В 1944 году, после выхода Румынии из гитлеровской коалиции, вышла из подполья. 
С падением режима Чаушеску и роспуском РКП в декабре 1989 года прекратила своё существование.

## Главные редакторы после 1944 года
- Мирон Константинеску (1944—1947)
- Sorin Toma (1947—1960)
- Theodor Marinescu (1960—1965)
- Dumitru Popescu (1965—1968)
- Alexandru Ionescu (1968—1978)
- Constantin Mitea (1978—1981)
- Ion Cumpănaşu (1981—1984)
- Ion Mitran (1985—1989)